# مارتین زوتر
مارتین زوتر (آلمانی: Martin Suter؛ زادهٔ ۲۹ فوریهٔ ۱۹۴۸ در زوریخ) نویسندهٔ اهل سوئیس است. او ابتدا با نوشتن ستون‌هایی در هفته‌نامه‌های معتبر سوئیس مشهور شد و سپس همین ستون نوشته‌ها در قالب نه کتاب منتشر شد. زوتر تا کنون ۱۴ رمان ۴ نمایشنامه و ۷ فیلمنامه نوشته است جوایز گوناگونی را به خاطر نوشتن این آثار به دست آورده است. در ۱۹۹۷ مارتین زوتر با نوشتن رمان دنیای کوچک به شهرتی جهانی دست یافت. سه رمان اولش دنیای کوچک (۱۹۹۷) نیمه تاریک ماه (۲۰۰۰) و دوست کامل (۲۰۰۲) رمان هایی معمایی هستند با رویکردی انتقادی نسبت به اجتماع و وضعیت درمانی در جامعه. خود زوتر این سه رمان نخست را سه‌گانه عصب شناختی می‌نامد. چون در هر سه رمان قهرمان داستان با بحران هویتی دست به گریبان است. رمان دنیای کوچک جوایز متعددی در سوئیس و اروپا دریافت کرد و در ۲۰۱۰ فیلمی از روی آن ساخته شد.

## برخی از آثار
- دنیای کوچک ۱۹۹۷
- نیمهٔ تاریک ماه ۲۰۰۰
- دوست کامل ۲۰۰۲
- لی لا، لی لا ۲۰۰۴
- مونت کریستو ۲۰۱۵